# British Aerospace BAe Jetstream 41

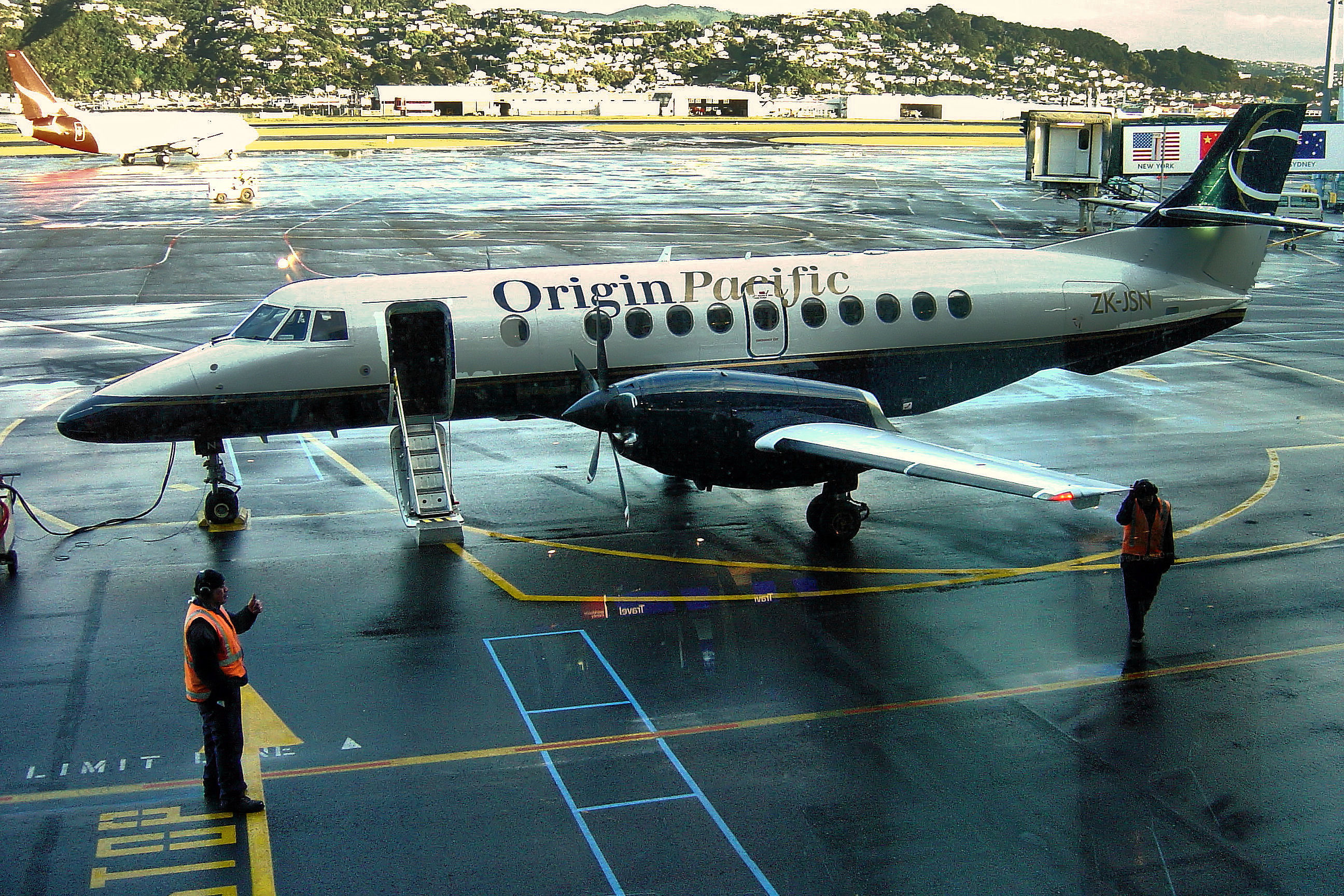
Un Jetstream 41 della cessata Origin Pacific Airways presso l'aeroporto internazionale di Wellington, Nuova Zelanda, nel giugno 2004.

Il British Aerospace Jetstream 41 è un aereo di linea regionale turboelica, progettato da British Aerospace come versione allungata del popolare Handley Page Jetstream. Nato per competere direttamente con gli altri aeroplani da 30 posti quali l'Embraer EMB 120 Brasilia, il Dornier 328 e il Saab 340, il Jetstream 41 può anche ospitare 29 passeggeri in configurazione "due a uno" come nel modello Jetstream 31. Eastern Airways è il più importante operatore mondiale con 23 unità in flotta.

## Storia del progetto
Il Jestream 41 guadagnò 4,88 m (16 ft) di fusoliera, grazie all'aggiunta di una spina da 2,5 m (8 ft) davanti all'ala e una da 2,36 m (7 ft 9 in) dietro; il disegno di detta fusoliera fu completamente nuovo e non aveva nessun elemento in comune con quella da cui derivava. Il nuovo disegno richiese anche una maggiore apertura alare e il montaggio di alettoni ed ipersostentatori modificati. Le ali furono inoltre fissate sotto la fusoliera, in modo tale che non dovevano sostenere il corridoio della cabina, e permisero anche l'adozione di più ampie carenature alla radice delle ali con conseguente aumento della capienza del vano bagagli.
L'ultima versione dei motori Garrett TPE331, la "-14", erogava 1.120 kW (1.500 shp) e successivamente 1.232 kW (1.650 shp) e fu installata su gondole di nuova concezione, elevando così l'altezza da terra. La cabina di pilotaggio beneficiò di un moderno sistema EFIS e di una nuova sistemazione dei parabrezza. Il J41 fu, tra l'altro, il primo turboelica certificato sia per gli standard JAR25 che per quelli FAR25.

## Impiego operativo
Il J41 volò per la prima volta il 25 settembre 1991 e fu certificato il 23 novembre 1992. Nel gennaio 1996 il velivolo entrò a far parte di Aero International (Regional), un consorzio commerciale costituito da ATR, la francese Aérospatiale, l'italiana Alenia e British Aerospace. Le vendite furono inizialmente sostenute, tuttavia il costruttore annunciò, nel maggio 1997, il termine della produzione, fermandosi alla quota di 100 esemplari consegnati.

## Utilizzatori
Ad agosto 2013 rimanevano complessivamente in servizio 70 Jeststream 41 così ripartiti:
 Australia
- Brindabella Airlines (4 unità)

 Colombia
- EasyFly

 Emirati Arabi Uniti
- Eastern SkyJets (1 unità)

 Grecia
- Sky Express (2 unità)

 Hong Kong
- Hong Kong Government Flying Service (2 unità usate per il SAR)

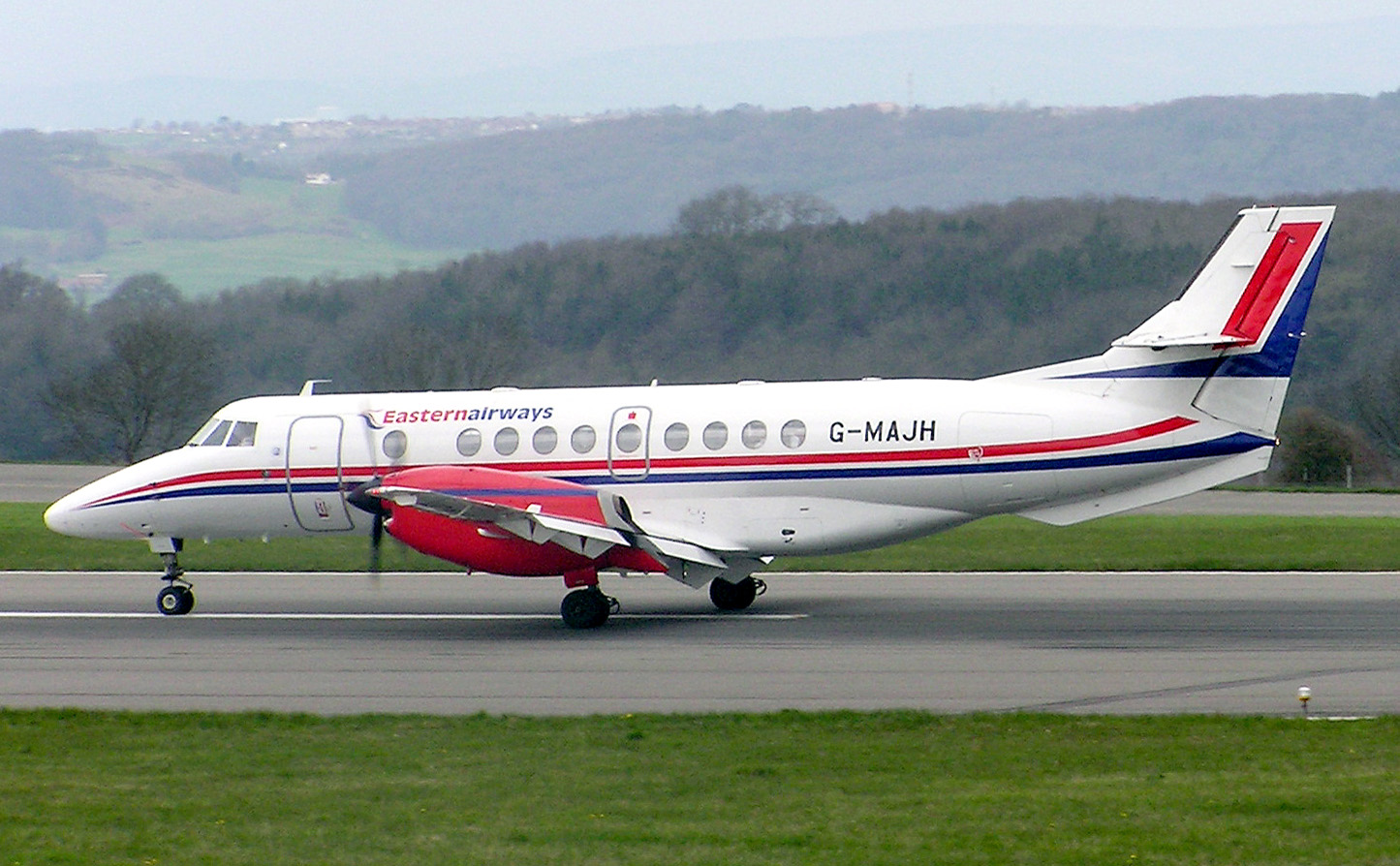
Un altro Jetstream 41 impiegato da Eastern Airways.

 Messico
- Morgan Jet Mexico (1 unità)

 Mozambico
- Mex-Mocambique Express (1 unità)

 Nepal
- Yeti Airlines (5 unità)

 Regno Unito
- Eastern Airways (23 unità)
- Highland Airways (2 unità)

 Sudafrica
- South African Airlink (10 unità)
- Airlink

 Uruguay
- Delbitur (1 unità)

 Venezuela
- Venezolana (9 unità)

## Esemplari preservati
Il prototipo del Jetstream 41 (matricola G-JMAC) è attualmente conservato, a cura del Jetstream Club, su una rampa dietro all'hotel Crown Plaza dell'Aeroporto John Lennon di Liverpool, edificio ricavato dal restauro dell'originario terminal aeroportuale usato dal 1936 al 1986, ovvero quando lo scalo era intitolato alla Speke Hall locale (un maniero in legno la cui costruzione ebbe inizio in piena era Tudor, nel 1530).

### Aerei di cui è l'evoluzione
- Handley Page Jetstream

### Aerei comparabili
- Dornier 328
- Embraer EMB 120 Brasilia
- Saab 340